# Klavierkonzert (Poulenc)
Das Klavierkonzert cis-Moll, FP 146 ist ein Konzert des französischen Komponisten Francis Poulenc.

## Entstehung
Francis Poulenc schrieb sein Klavierkonzert im Jahr 1950. Es ist somit ins Spätwerk des Komponisten einzuordnen und entstand 12 Jahre nach dem Orgelkonzert. Das Werk ist von einfacher Harmonik und spontaner Melodik geprägt. Es erinnert in seiner Konzeption ein wenig an das 2. Klavierkonzert von Dmitri Schostakowitsch. Weitere Inspirationsquellen waren laut Poulenc die Klavierkonzerte seines französischen Landsmannes Camille Saint-Saëns. Poulenc erhielt den Auftrag für dieses Werk 1949 vom Sinfonieorchester in Boston, wo es schließlich auch uraufgeführt wurde.

## Zur Musik

### 1. Satz: Allegretto
Der Hauptsatz des Konzertes beginnt mit einer einfachen und liedhaften Melodie im Soloklavier zu sanfter Orchesterbegleitung. Das Klangbild erinnert ein wenig an die Klavierkonzerte Dmitri Schostakowitschs. Der Nachsatz wird durch die Streicher eingeführt und das Klavier fortgesetzt, er ist von lyrischem Charakter und bringt das zweite Thema, einen tänzerisch-vergnügten Gedanken, hervor. Hieraus entwickelt sich ein weitschweifender Gedanke, welcher Elemente der Filmmusik und der Romantik vereinigt. Er mündet in eine Passage, die von großer Prächtigkeit geprägt ist. Das Klavier spielt einige volle Durakkorde von klassischer Harmonik, welche von Fanfaren der Blechbläser beantwortet werden. Dieses Geschehen wird wiederholt. Es folgt eine verkürzte Wiederholung des Konzertbeginns, welche mit einigen Dur-Akkorden zum Ende des Satzes führt.

### 2. Satz: Andante con moto
Das Andante beginnt mit einem lyrischen Thema in den Violinen zu leise wiegender Begleitung der Bläser. Es erinnert ein wenig an das Klavierkonzert von George Gershwin. Das Soloklavier nimmt anschließend die Violinenmelodie auf. Plötzlich steigende Dramatik im Orchester wird von schnellen aufwärts-Tonleitern des Klaviers begleitet. Wie für Poulencs Musik üblich, wechseln sich in schneller Folge verschiedene Charakterbilder ab. Ein Forte-Einwurf des Orchesters wird vom Klavier aufgenommen und zum Gipfelpunkt des Satzes geführt. Der Satz verklingt mit dem langsamen Hauptthema des Beginns.

### 3. Satz: Rondeau à la francaise
Das kurze Schlussrondo beginnt mit dem vom Soloklavier vorgetragenen A-Thema. Es ist von heiterem Charakter und schnellem Vortragstempo. Die folgenden Einwürfe, welche den B- und C-Teil des Rondos darstellen, sind von sehr ähnlichem Charakter wie das Hauptthema und allesamt aus dessen Themenmaterial konzipiert. Der Satz verklingt fast beiläufig mit zwei Holzbläsertönen zu einer abfallenden Tonleiter des Klaviers.

## Wirkung
Das Klavierkonzert wurde am 6. Januar 1950 in Boston uraufgeführt, am Klavier saß der Komponist, das Boston Symphony Orchestra leitete Charles Munch. Obwohl das Werk dem Publikum durchaus gefiel, gehört es heute zu den weniger gespielten Werken Poulencs und wird trotz seiner zweifellos vorhandenen Qualitäten relativ selten aufgeführt.